# Falkland-Dampfschiffente

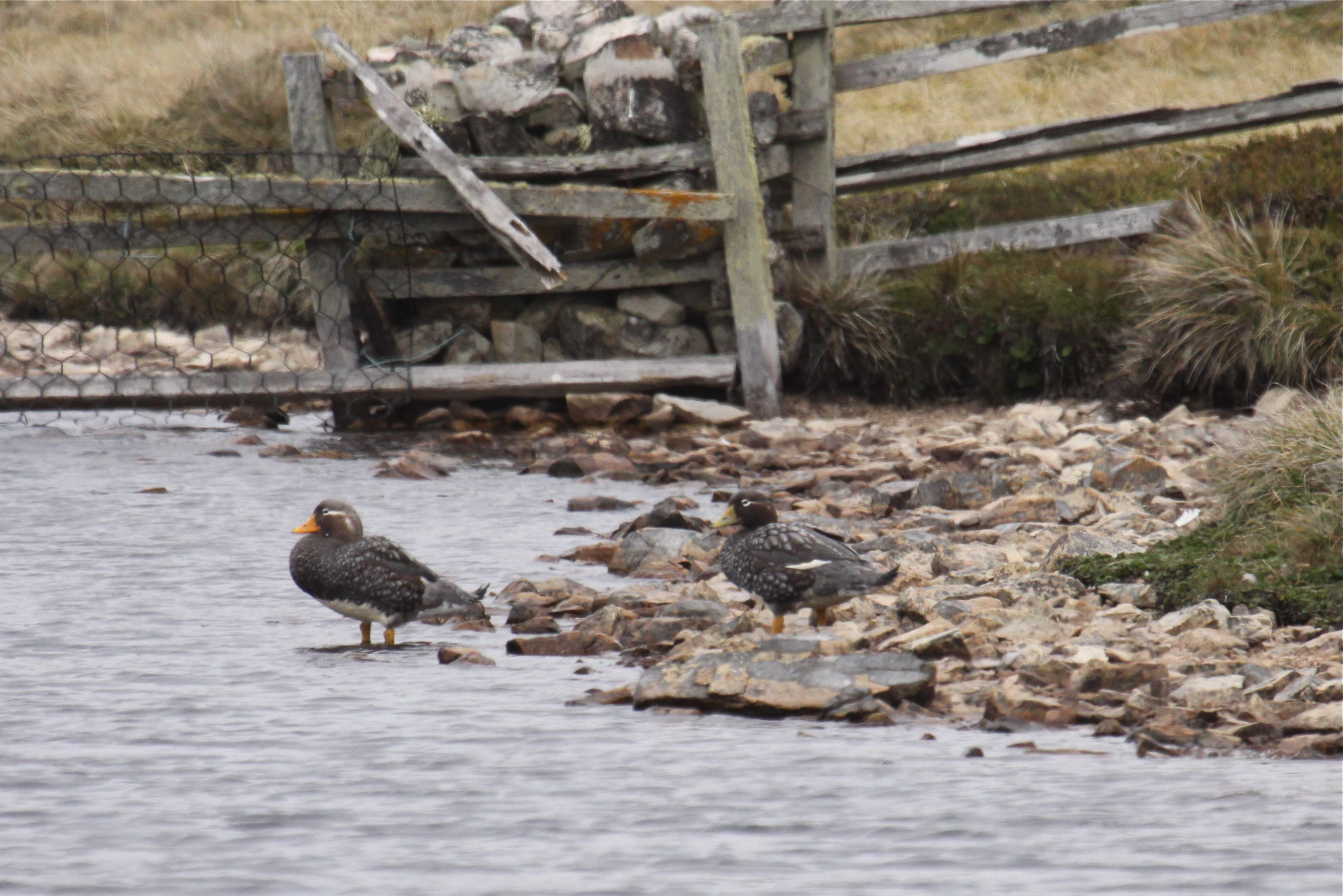
Falkland-Dampfschiffenten

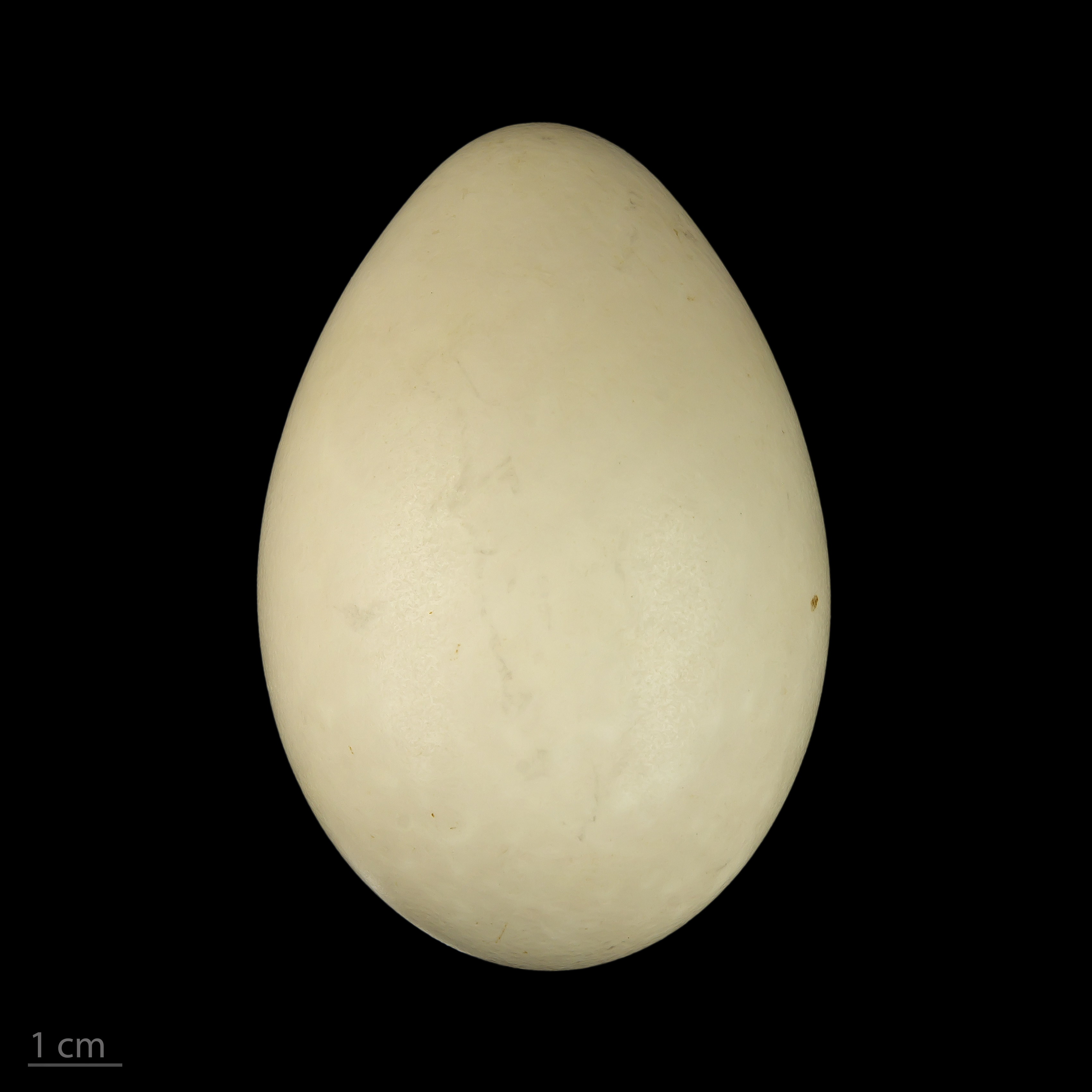
Tachyeres brachypterus

Die Falkland-Dampfschiffente (Tachyeres brachypterus) ist eine flugunfähige und monotypische Vogelart aus der Familie der Entenvögel (Anatidae) und gehört hier zur Unterfamilie der Halbgänse (Tadorninae). Es handelt sich bei dieser Art um einen großen, gänse-ähnlichen Entenvogel mit einem kräftigen Körperbau und einem insgesamt sehr dunklen Erscheinungsbild. Sie kommt ausschließlich auf den Falklandinseln vor. Sie gilt als nicht gefährdet.

## Aussehen
Die Art erreicht eine Körperlänge von 61 bis 74 Zentimetern und ein Gewicht von 3,4 bis 4,42 Kilogramm. Das Männchen ist am Körper mit Ausnahme des weißen Bauches und eines weißen Spiegels an den Schwingen dunkel befiedert, der Kopf trägt graue Federn, das Gefieder am unteren Bereich des Halses ist manchmal leicht braun. Der Schnabel ist orange gefärbt und trägt eine schwarze Spitze. Beim Weibchen ist der Schnabel im Gegensatz dazu gelb. Des Weiteren sind Weibchen meist deutlich kleiner als Männchen. Ein Geschlechtsdimorphismus ist auch in Bezug auf das Gefieder vorhanden: Statt des grauen Kopfes wie beim Männchen ist der Kopf der Weibchen einheitlich braun und weist lediglich hinter dem Auge einen kurzen weißen Strich auf. Jungvögel ähneln adulten Weibchen, zeigen jedoch keinen weißen Strich am Auge.
Verwechslungsmöglichkeiten bestehen unter anderem mit der Langflügel-Dampfschiffente. Die Falkland-Dampfschiffente ist jedoch größer und massiger gebaut als diese Art.

## Stimme
Falkland-Dampfschiffenten sind sehr ruffreudige Vögel. Das Männchen ruft laut und wiederholt cheeroo, wobei die Tonhöhe abfällt. Auch wiederholte kek-kek-kek-Rufe sind vom Männchen zu vernehmen. Die Rufe des Weibchens sind eher krächzend. Sie rufen deutlich höher als das Männchen crek-crek-crek.

## Lebensweise und Verbreitung
Die Falkland-Dampfschiffente lebt endemisch auf den Falkland-Inseln. Dort bewohnt sie ganzjährig die felsigen Küsten und bevorzugt geschützte Buchten und Meeresstellen mit dichtem Tangbewuchs. Sie wird bis zu drei Kilometer vor der Küstenlinie beobachtet. Sie ist dort weit verbreitet und in vielen Regionen ein häufiger Vogel. Im Binnenland kommt sie bis zu einer Entfernung von fünf Kilometern von der Küstenlinie vor. Sie ist in ihrer Lebensweise zwar sehr stark an Salzwasser gebunden, nutzt aber Süßgewässer in der Nähe der Küste zum Baden und Trinken. Falkland-Dampfschiffenten sind sehr territoriale Vögel und verteidigen ganzjährig ihr Revier gegenüber anderen Paaren und auch anderen Vogelarten.
Ihre Nahrung findet sie durch Gründeln und Tauchen. Meist hält sie sich dabei in flachen Meeresbuchten auf, jedoch nutzt sie auch im Küstenbereich gelegene Süßgewässer.
Die Brut findet in der Regel zwischen September und Dezember statt. Wie die nahe verwandte Weißkopf-Dampfschiffente brütet auch die Falkland-Dampfschiffente nahe dem Wasser, jedoch kaum in Kolonien, sondern ausnahmslos in Einzelpaaren. Als Nistplatz werden neben dichter Vegetation gerne verlassene Bruthöhlen von Pinguinen genutzt, die zuvor ausgepolstert werden. Ein Gelege besteht aus 5–10 Eiern, die 28–40 Tage bebrütet werden. Während der Fortpflanzungszeit ist die Falkland-Dampfschiffente ausgesprochen territorial und verteidigt aggressiv ihr Brutrevier. Ein territoriales Verhalten zeigt sie jedoch ganzjährig. Nur noch nicht geschlechtsreife Falkland-Dampfschiffenten bilden kleine Gruppen und sind dann auch gelegentlich mit der Langflügel-Dampfschiffente vergesellschaftet.
Marine Crustaceen und Mollusken, die vor allem tauchend und seltener gründelnd gefangen werden, bilden den Hauptbestandteil der Nahrung.

## Bestand
Die IUCN stuft die Falkland-Dampfschiffente als „nicht gefährdet“ (least concern) ein. Das Verbreitungsgebiet ist zwar begrenzt, aber die Population wird als stabil eingeschätzt. Nach wie vor werden Eier vom Menschen für den Verzehr gesammelt, aber die gesammelte Menge ist klein und hat wenig oder gar keinen Einfluss auf die Gesamtpopulation. Eine potentielle Gefährdung besteht durch die Verschmutzung der Küstengewässer, da die Dampfschiffente auf marine Wirbellose als Nahrung angewiesen ist. Insbesondere die Offshore-Ölförderung stellt daher einen möglicherweise die Population stark bedrohenden Faktor dar, wenn es dadurch zu einer größeren Verschmutzung des Meeres kommen sollte.

## Belege

### Einzelbelege
1. ↑   Shirihai, S. 243
2. ↑   Wood, S. 84
3. ↑   Shirihai, S. 243
4. ↑   Wood, S. 84
5. ↑  Factsheet auf BirdLife International
6. ↑   Wood, S. 85